# Wanderson Luiz Oliveira
Wanderson Luiz Oliveira, detto Zelão (Belo Horizonte, 20 gennaio 1971), è un ex calciatore brasiliano, di ruolo difensore.

## Caratteristiche tecniche
Giocava come terzino.

## Carriera

### Club
Debuttò nel Campeonato Brasileiro Série A 1992 con la maglia del Cruzeiro e l'anno successivo segnò la sua prima ed unica rete nella massima serie brasiliana. Nel 1994 giocò l'ultima stagione in prima divisione. Nel 1999 giocò con il Gama, mentre nel 2004 con gli statunitensi del Westchester Flames.

### Nazionale
Con la Nazionale di calcio del Brasile ha giocato il campionato mondiale di calcio Under-20 1991.

## Palmarès

### Club

#### Competizioni nazionali
- Campionato Mineiro: 2

Cruzeiro: 1992, 1994, 1997
- Coppa del Brasile: 2

Cruzeiro: 1993, 1997

#### Competizioni internazionali
- Supercoppa sudamericana: 2

Cruzeiro: 1991, 1992